# Corrado Rollero
Corrado Rollero (ur. 5 listopada 1969 w Sestri Levante; zm. 2 marca 2000) – włoski pianista; laureat wielu konkursów pianistycznych, w tym IV nagrody na XII Międzynarodowym Konkursie Pianistycznym im. Fryderyka Chopina (1990).

## Życiorys
Studiował w Konserwatorium Genueńskim im. Paganiniego, w École Normale de Musique w Paryżu i w Accademia Chigiana di Siena. Był uczniem m.in. Jana Ekiera, Andrása Schiffa i Paula Badury-Skody.
Uczestniczył w kilkunastu konkursach pianistycznych, otrzymując tytuł laureata na dziewięciu z nich. Brał udział w Konkursie Pianistycznym im. Bösendorfera w Brukseli (1986), konkursie w Senigalii (1987) i w Międzynarodowym Konkursie Pianistycznym im. Ferruccio Busoniego w Bolzano (1989). Te występy nie przyniosły mu nagród. W kolejnych latach został laureatem następujących konkursów:
- XII Międzynarodowy Konkurs Pianistyczny im. Fryderyka Chopina (1990) – IV nagroda (ex aequo z Margaritą Szewczenko)
- Międzynarodowy Konkurs Muzyczny im. Roberta Schumanna w Zwickau (1993) – III nagroda
- Międzynarodowy Konkurs Pianistyczny im. Ferruccio Busoniego (1994) – III nagroda
- Międzynarodowy Konkurs Pianistyczny w Neapolu (1994) – II nagroda
- Międzynarodowy Konkurs Pianistyczny w Desenzano (1995) – I nagroda
- Międzynarodowy Konkurs Pianistyczny im. Dino Cianiego w Mediolanie (1996) – II nagroda
- Międzynarodowy Konkurs Pianistyczny w Dublinie (1997) – II nagroda
- Międzynarodowy Konkurs Pianistyczny im. Gezy Andy w Zurychu (1997) – I nagroda
- Międzynarodowy Konkurs Pianistyczny im. Klary Schumann w Düsseldorfie (1997) – I nagroda

W trakcie swojej kariery występował we Włoszech, Francji, Belgii i Polsce. Dokonywał też nagrań dla włoskiego radia.
Zmarł 2 marca 2000 z nieznanych powodów.

## Repertuar
Dysponował bardzo rozległym repertuarem, w którym znajdowały się utwory m.in. Fryderyka Chopina, Ludwiga van Beethovena, Siergieja Rachmaninowa, Ferenca Liszta, Wolfganga Amadeusa Mozarta, Piotra Czajkowskiego, Roberta Schumanna i Johanna Sebastiana Bacha.